# Brain Zapped

Brain Zapped est un téléfilm Disney de Eliud George Garcia sorti en 2006, qui met en scène deux jeunes enfants en train de voyager à travers les aires. Selena Gomez y joue Emily.